# Refroidissement à huile
Le refroidissement à huile est un système de refroidissement utilisant de l'huile comme liquide de refroidissement.

## En informatique

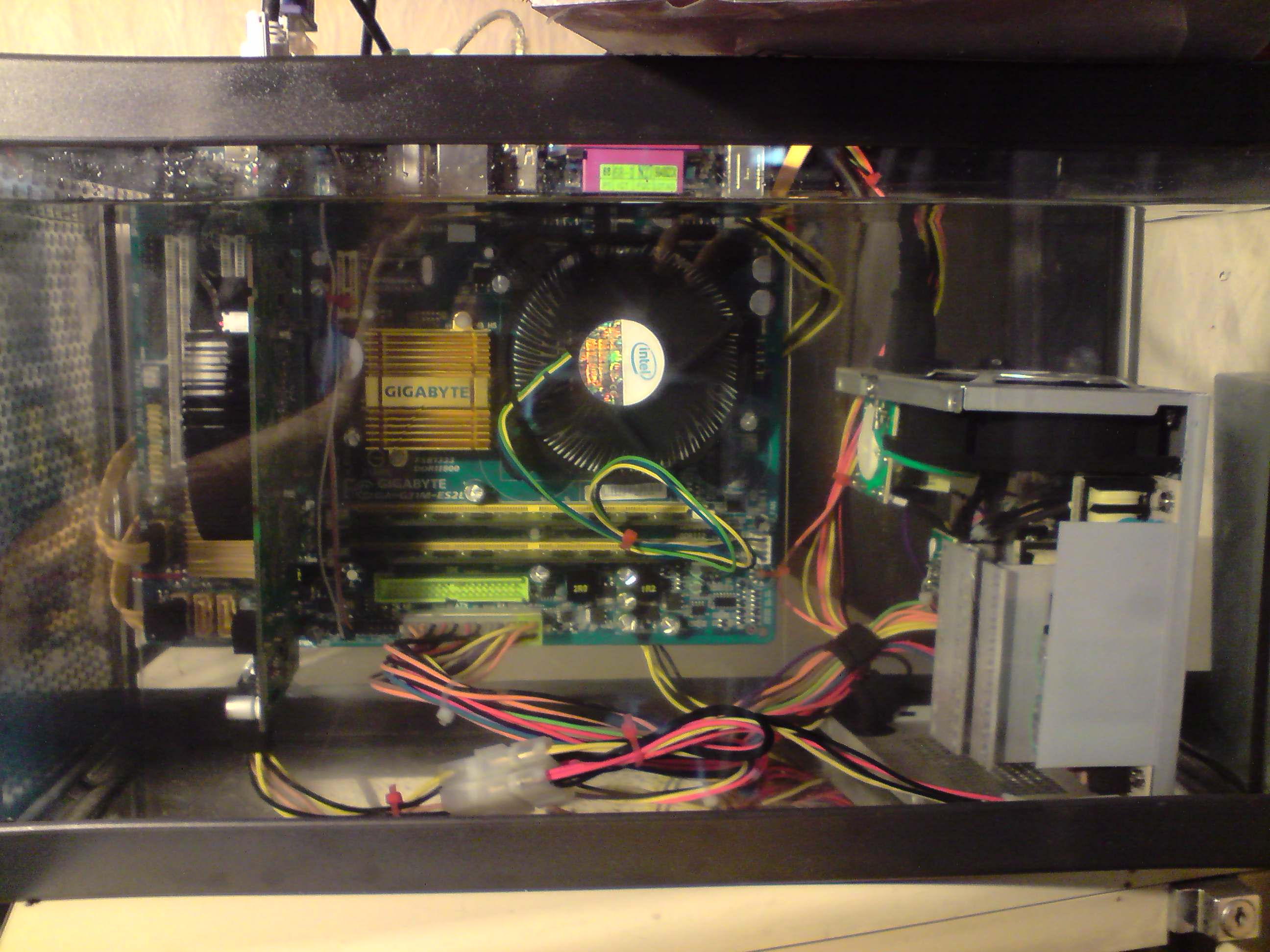
Refroidissement par huile minérale.

Le refroidissement à huile est une méthode de refroidissement permettant de refroidir silencieusement (c'est-à-dire sans ventilateur ou pompe) tous les composants d'un ordinateur. Le boîtier (d'origine et rendu hermétique, ou un autre conteneur tel qu'un aquarium) est rempli d'huile minérale ou végétale. Ces liquides, étant des isolants électriques, permettent de dissiper uniformément la chaleur dégagée par les composants dans le liquide.
Des dispositifs supplémentaires peuvent être ajoutés afin d'améliorer le refroidissement, au prix d'une augmentation du bruit. Ainsi, des ventilateurs améliorent la dissipation de chaleur de l'huile vers l'air ambiant, et une pompe accélère la circulation de l'huile. Le refroidissement à l'huile dispense de ventilateurs et permet donc de réduire la consommation électrique de l'ordinateur. En Europe, ce type de refroidissement n'est pas commercialisé au grand public. Cependant, des particuliers mettent en place de tels systèmes[source secondaire nécessaire].